# 막스 플랑크 외계 물리학 연구소
막스 플랑크 외계 물리학 연구소는 막스 플랑크 협회에 속한 연구 기관으로 독일 뮌헨 근처 가르힝(Garching)에 위치하고 있다. 1991년에 종전의 막스 플랑크 물리학 및 천체 물리학 연구소가 막스 플랑크 외계 물리학 연구소, 막스 플랑크 물리학 연구소, 막스 플랑크 천체 물리학 연구소로 분리되었다. 막스 플랑크 외계 물리학 연구소는 1963년에 하위 연구소로 설립되었다.
연구소의 과학 활동은 주로 우주 궤도를 도는 망원경을 이용한 천체 물리학에 전념하고 있다. 은하계와 먼 우주의 블랙홀을 연구하는 데 많은 양의 자원을 소비하고 있다.

## 역사
막스 플랑크 외계 물리학 연구소의 선행 기관은 막스 플랑크 물리학 및 천체물리학 연구소의 외계물리학과인데 이는 1961년 10월 23일 라이마르 뤼스트 교수에 의해 설립되었다.
막스 플랑크 상원 결의안에 의하여 1963년 5월 15일 이 부서를 막스플랑크 물리학 및 천체 물리학 연구소의 하위 연구소로 전환했다. 라이마르 뤼스트 교수가 연구소장으로 임명되었다. 1991년 3월 8일 또 다른 상원 결의안에 의하여 마침내 MPE를 막스 플랑크 협회 내의 독자적인 기관으로 설립되었다. 이 기관에서는 지구 밖의 우주 공간과 천체물리 현상에 대한 실험적, 이론적 탐구를 수행한다.

### 연도별 주요 사건
연구소 역사상 주요 사건은 다음과 같다.
- 1963년 물리학과 천체물리학을 위한 MPI 내의 하위 연구소로 설립. 연구소장은 라이마르 뤼스트.
- 1969 클라우스 핀카우가 연구소장이 됨(우주 광선, 감마 천문학).
- 1972년 게르하르트 해렌델이 연구소장이 됨(플라즈마 물리학).
- 1975년 요아킴 트륌퍼가 연구소(엑스레이 천문학)의 소장 겸 과학 회원이 되었다.
- 1981년 Neuried에 위치한 MPE X선 검사 시설 "Panter" 가동 시작.
- 1985 Gregor Morfill이 연구소 소장 및 과학 회원이 됨(이론).
- 1986년 라인하르트 겐젤이 연구소(적외선 천문학)의 소장 겸 과학 회원이 되었다.
- 1990 Joachim Trümper는 MPP(물리학 MPI)와 함께 MPE와 MPP 간의 공동 프로젝트로 반도체 실험실을 설립했다(2012년부터 MPG에서 운영).
- 2000 라인하르트 겐젤이 UC 버컬리와 함께 "천체 물리학 및 우주 과학 국제 교류를 위한 UCB-MPG 센터"를 설립.
- 2000 G. Morfill가 IPP와 함께 "학제간 플라즈마 과학 센터"(CIPS)를 설립(2004년까지).
- 2001 MPE, MPA, ESO, MPP 및 뮌헨 대학이 "국제 막스플랑크 천체물리학 연구학교"(IMPRS)를 개설.
- 2001년 Günther Hasinger가 과학 회원이자 연구소(X선 천문학) 소장이 됨.
- 2002년 Ralf Bender가 과학 회원이자 연구소(광학 및 해석 천문학) 소장이 됨.
- 2010년 Kirpal Nandra가 과학 회원이자 연구소(고에너지 천체 물리학) 소장이 됨.
- 2014 파올라 카셀리가 과학 회원이자 연구소(천문화학 연구 센터) 소장이 됨.
- 우리 은하 중심에 있는 블랙홀 ( 궁수자리 A* )에 대한 연구로 라인하르트 겐젤이 2020년 노벨 물리학상을 수상.
- 2023 프랑크 아이젠하우어 과학 회원이자 연구소(적외선/서브밀리미터 천문학) 소장이 됨.

### 상세 이력
막스 플랑크 외계 물리학 연구소(MPE)의 전신은 막스 플랑크 물리학 및 천체 물리학 연구소 내의 외계 물리학 부서이다. 이 학과는 1961년 10월 23일 라이마르 뤼스트 교수에 의해 설립되었다. 막스플랑크 상원 결의안에 의하여 1963년 5월 15일 이 부서가 막스 플랑크 물리학 및 천체 물리학 연구소의 하위 연구소로 전환했다. 뤼스트 교수가 연구소장으로 임명되었다. 1991년 3월 8일 상원 결의안에 의하여 마침내 MPE가 막스 플랑크 협회 내의 독립 기관으로 설립되었다. 이 기관은 지구 밖의 우주 공간과 천체물리 현상에 대한 실험적, 이론적 탐구를 연구하는 곳이다. 새롭고 유망한 연구 분야로의 지속적인 방향 전환과 새로운 회원 임명에 의하여 지속적인 발전이 보장되고 있다.
1963년 설립 당시 연구소 직원 29명 중에는 과학자 9명과 박사과정 1명이 있었는데 12년 후인 1975년에 직원 수는 과학자 55명, 박사과정 13명으로 180명으로 늘어났다. 2015년 현재, 직원 수는 약 400명(과학자 130명, 박사 과정 학생 75명)이다. 연구소의 유명한 과학적 업적에도 불구하고 연구소의 정규 직위가 1973년 이후로 증가하지 않았다는 점은 주목할 만하다. 점점 더 복잡해지는 업무와 국제적 의무는 주로 제한된 기간 동안 직책을 맡고 외부 조직의 자금을 지원받는 직원에 의해 유지되었다.
이 연구소는 국제적으로 천문학 분야에서 선도적인 위치를 차지하고 있기 때문에 전 세계적으로 초청 과학자들을 유치하고 있다. 장기 체류방문 연구원은 1974년 12명에서 2000년 최대 72명으로 늘었다. 최근 몇 년 동안 MPE는 매년 평균 약 50명의 게스트 과학자를 초대했다.
초기에 연구소의 과학 작업은 외계 플라즈마와 지구의 자기권을 조사하는 데 집중 되었다. 이 작업은 입자 및 전자기장 측정은 물론 소리나는 로켓을 사용하여 특별히 개발된 이온구름 기술을 사용하여 수행되었다. 또 다른 연구 분야도 중요해졌다. 즉, 전자기 복사의 파장이 지구 대기에 흡수되는 정도이기 때문에 지구 표면에서는 관찰할 수 없었던 전자기 복사에 대한 천체 물리학적 관찰이 중요해졌다. 이러한 관찰과 그로부터의 추론은 적외선 천문학과 X선 및 감마선 천문학의 주제이다. 100개가 넘는 로켓 외에도 점점 더 많은 수의 고고도 풍선(현재 최대 50개 이상, 예: HEXE)이 고고도 실험을 수행하는 데 사용되었다.
1990년대 이후 위성은 관측 시간/비용 비율이 좋아 선호되는 관측 플랫폼이 되었다. 그럼에도 불구하고, 특히 광학 및 근적외선 관측을 위한 데이터를 얻기 위해 고공 비행 관측 비행기와 지상 망원경도 사용되고 있다.
위성을 사용하는 새로운 관측 기술로 인해 장기간에 걸쳐 높은 데이터 플럭스를 기록, 처리 및 접근 가능한 저장이 필요했다. 이 까다로운 작업은 지난 10년 동안 빠르게 성장한 데이터 처리 그룹에 의해 수행된다. 대규모 위성 프로젝트를 위해 특수 데이터 센터가 설립되었다.
많은 성공 외에도 좌절도 있었다. 1980년과 1996년 시험 발사에서 아리안 운반 로켓의 오작동은 특히 쓰라린 좌절이었다. 연구소의 많은 회원들이 수년간의 노력을 기울인 위성 "Firewheel"은 발사 로켓의 1단계 연소의 불안정성으로 인해 1980년 5월 23일에 손실되었다. 최초의 아리안 5호에 의하여 발사된 1996년 6월 4일 CLUSTER 임무의 위성 4개를 추월하는 것도 동일한 운명이 되었는데, 이번 재난은 로켓 소프트웨어의 오류로 인해 발생했다. 가장 최근 손실은 MPE의 주도 하에 업계에서 제작한 X선 위성인 "ABRIXAS"로, 이 위성은 궤도에서 몇 시간이 지난 후 전원 시스템의 오작동으로 인해 완전히 손실되었다.
그러나 수년에 걸쳐 MPE의 역사는 주로 과학적 성공의 이야기이다.

### 업적의 일부
- 이온 구름을 이용한 전리층과 자기권 탐사(1963~1985)
- 위성 COS-B로 측정한 은하 감마선 방출(> 70 MeV)에 대한 최초의 지도(1978)
- 사이클로트론선 방출을 이용한 중성자별 Her-X1의 자기장 측정(풍선 실험 1978)
- 재연결 과정의 실험적 증명(1979)
- 인공 혜성(AMPTE 1984/85)
- 무충돌 충격파의 수치 시뮬레이션(1990)
- ROSAT 위성에 탑재된 X선 이미징 망원경으로 측정한 최초의 X선 하늘 지도(1993)
- CGRO에 탑재된 Compton 망원경 COMPTEL로 측정한 에너지 범위 3~10 MeV의 최초 감마선 하늘 지도(1994)
- 국제 우주 정거장에서의 플라즈마 결정 실험과 후속 실험(1996~2013)
- SOHO 위성에서의 CELIAS 실험을 통한 태양풍의 원소 및 동위원소 조성 측정(1996)
- ISO 위성에 탑재된 파브리-페로 분광계를 사용하여 팽창하는 별 껍질에서 최초의 물 분자 선 발견(1996)
- 혜성과 행성의 X-선 방출을 최초로 감지(1996, 2001)
- ISO 위성을 이용한 초발광 적외선 은하의 에너지원 결정(1998)
- 초신성 잔해의 감마선 방출( 44Ti ) 탐지(1998)
- ROSAT, XMM-Newton 및 Chandra를 사용하여 은하외 X선 하늘에 대한 심층 관찰 및 배경 방사선을 개별 소스로 분해(1998년 이후)
- 우리은하 중심에 초대질량 블랙홀 존재 확인(2002)
- X선에서 쌍성 활성 은하핵 검출(2003)
- 타원은하의 별 진화 역사 재구성(2005)
- 안드로메다 은하의 블랙홀 주위를 회전하는 별 원반(2005)
- 초기 우주의 일반 은하의 가스 함량 결정(2010년 이후)
- 허셜 망원경(2011)[1]을 통해 우주 적외선 배경을 개별 은하로 해석

## 과학 연구

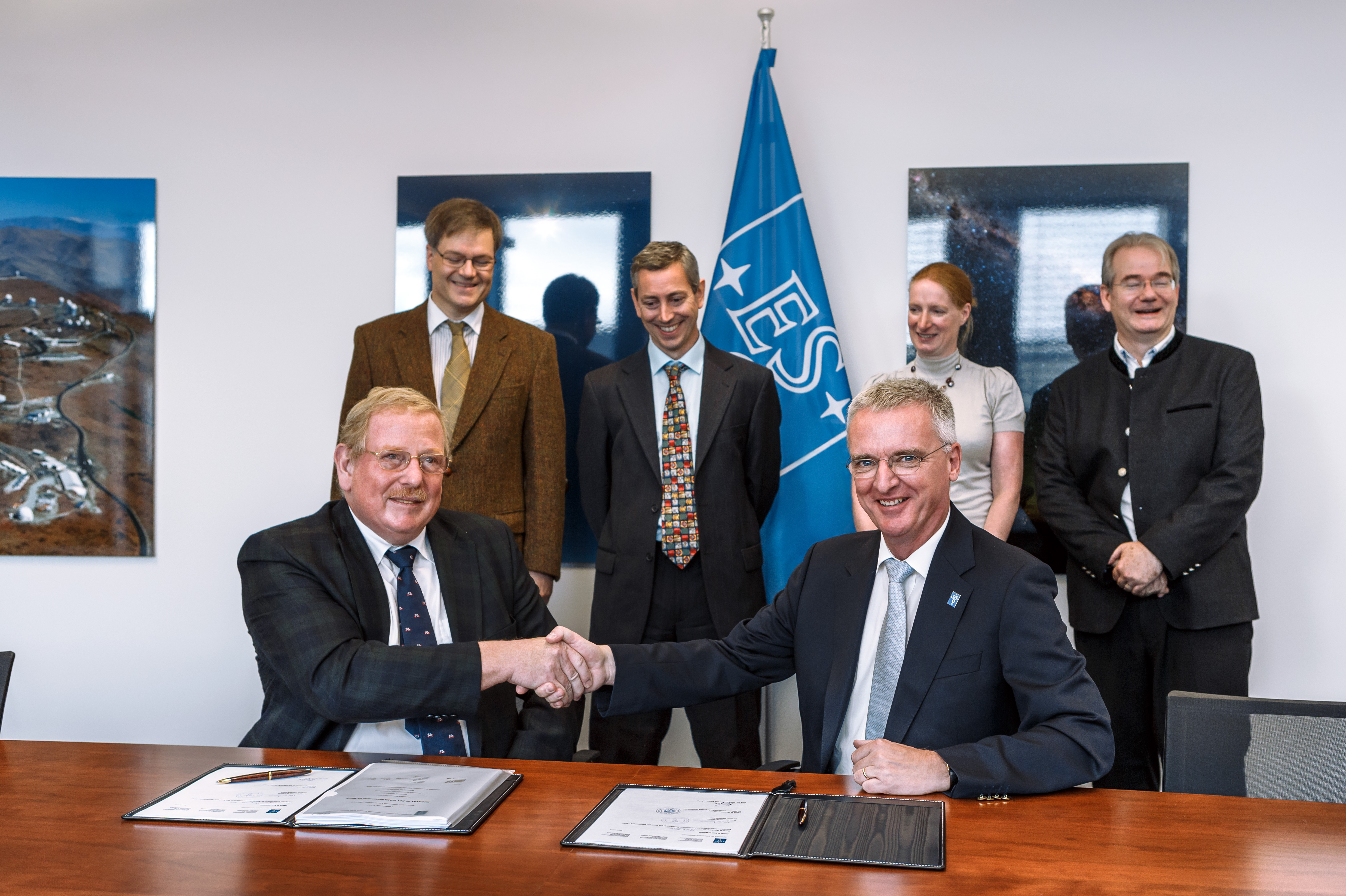
E-ELT 용 MICADO 카메라 계약 체결.

이 연구소는 1963년 막스-플랑크-물리학 및 천체물리학 연구소의 산하 연구소로 설립되었으며, 1991년 독립 연구소로 설립되었다. 주요 연구 주제는 지구 대기의 흡수 효과 때문에 우주에서만 접근할 수 있는 스펙트럼 영역의 천문 관측이지만, 가능할 때마다 지상 관측소의 장비도 사용되고 있다.
과학적 업무는 광학 및 해석 천문학(Bender), 적외선 및 서브밀리미터/밀리미터 천문학(Genzel), 고에너지 천체 물리학(Nandra), 천체화학 연구 센터 (Caselli) 등의 각각 소장 중 한 명이 감독하는 4가지 주요 연구 분야에서 수행된다. 이러한 영역 내에서 과학자들은 약 25개 프로젝트 팀으로 구성된 개별 실험과 연구 프로젝트를 이끌고 있다. MPE에서 추구하는 연구 주제는 우주 플라즈마와 별의 물리학에서 성간 물질의 물리학과 화학, 별 형성과 핵합성에서 은하외 천체물리학과 우주론에 이르기까지 다양하다.
막스 플랑크 외계 물리학 연구소(MPE)의 많은 실험은 항공기, 로켓, 위성 및 우주 탐사선을 사용하여 밀도가 높은 지구 대기 위에서 수행되어야 한다. 초기에는 풍선을 타고 비행하는 실험도 있었다. 첨단 외계물리학과 최첨단 실험천체물리학을 운영하기 위해 연구소에서는 첨단 장비를 자체적으로 지속적으로 개발하고 있다. 여기에는 탐지기, 분광계, 카메라는 물론 망원경과 전체 페이로드(예: ROSAT 및 eROSITA ), 심지어 전체 위성(AMPTE 및 EQUATOR-S의 경우)이 포함되기도 한다. 이를 위해 기술 및 엔지니어링 부서는 연구소의 연구 작업에 특히 중요하다.
관찰자와 실험자는 연구소에서 서로 긴밀한 접촉을 통해 연구 업무를 수행하고 있다.관찰 내용을 해석하고 새로운 가설을 제시하는 이들의 상호 작용은 연구소 연구 프로젝트의 성공적인 진행의 기초가 된다.
2022년 말 현재 연구소에는 총 508명의 직원이 근무하고 있는데 이 중에는 과학자 100명, 신인 과학자 60명, 견습생 10명, 방문 연구원 140명이 포함된다.

## 연구 과제
MPE의 연구과제는 연구소의 다양한 과학 연구 관심 분야에 필요한 실험과 시설을 구축, 유지 및 사용하기 위한 다양한 연구 부서의 노력인 경우가 많다. 하드웨어 프로젝트 외에도 보관 데이터를 사용하고 반드시 새 기기에 연결될 필요가 없는 과제도 있다.
아래는 최근의 연구과제에 대한 간략한 개요이다.
- 2023년 7월에 발사되어 연구자들이 암흑 물질 과 암흑 에너지에 대한 새로운 통찰력을 얻기를 희망하는 유클리드 우주 망원경을 위해 연구소는 NISP 광학 시스템을 기증했다.
- GRAVITY 장비를 사용하면 칠레 VLT (초대형 망원경)에 있는 4개의 8미터 망원경을 간섭계를 통해 상호 연결하여 직경 130미터의 가상 망원경을 형성할 수 있다. 현재 후속 프로젝트인 GRAVITY Plus가 개발 중이며, 새로운 적응형 광학 시스템, 레이저 가이드 별 및 확장된 시야 덕분에 더욱 선명한 해상도를 달성할 것으로 예상된다.
- 현재 칠레 아타카마 사막에 건설 중이며 2027년까지 완료될 예정인 39미터 유럽 초거대 망원경 (E-ELT)을 위해 MPE는 최초 단계 광학 기구인 MICADO(Multi-AO Imaging Camera for Deep Observations)를 개발하고 있다.
- ERIS(Enhanced Resolution Imager and Spectrograph) 적외선 카메라는 VLT의 NACO 및 SINFONI 장비를 대체한다.
- 2019년 7월 바이코누르에서 발사된 러시아 X선 감마선 위성 Spektr-RG의 주요 장비인 eROSITA (확장 ROentgen 측량)를 통해 X선 범위에서 최초로 전천 측량이 달성되었다.